# 2-й Фабричний провулок (Житомир)
2-й Фабричний провулок — провулок в Богунському районі Житомира.

## Розташування
Знаходиться у місцевості, відомій за неофіційною назвою Чулочка; на теренах історичної місцевості Кокоричанка.

## Історія
До середини ХХ століття землі за місцем розташування провулка були переважно вільні від забудови. 
Провулок виник у 1955 році. До 1958 року мав назву Фабричний провулок. Забудовувався індивідуальними житловими будинками працівників панчішної фабрики. У 1958 році закріплена чинна назва провулка.
До 1968 року провулок та його забудова сформувалися.